# بروکلین، شهرستان کونه‌کو، آلاباما
بروکلین (به انگلیسی: Brooklyn) یک منطقهٔ مسکونی در ایالات متحده آمریکا است که در شهرستان کونه‌کو، آلاباما واقع شده‌است. بروکلین ۴۷٫۸۵ متر بالاتر از سطح دریا واقع شده‌است.